# Arytera brachyphylla
Arytera brachyphylla är en kinesträdsväxtart som beskrevs av Ludwig Radlkofer. Arytera brachyphylla ingår i släktet Arytera och familjen kinesträdsväxter. Inga underarter finns listade i Catalogue of Life.